# Mercy Yvonne Debrah-Karikari
Mercy Yvonne Debrah-Karikari là một nhà ngoại giao sự nghiệp và là người phụ nữ đầu tiên làm thư ký cho nội các của chính phủ Ghana. Bà được Tổng thống đương nhiệm Nana Akufo-Addo bổ nhiệm để chiếm vị trí này. Cuộc hẹn của cô có hiệu lực vào ngày 14 tháng 2 năm 2017.

## Giáo dục
Mercy theo học tại Trường Trung học Phổ thông Wesley Girls và Trường Trung học Tema ở Cape Coast và Tema. Cô đã lấy được bằng về Nghệ thuật tại Đại học Cape Coast từ năm 1979 đến năm 1986. Sau đó, cô đã đi trước để lấy bằng thạc sĩ về các vấn đề quốc tế của Đại học Ghana từ năm 1988 đến 1989.

## Sự nghiệp
Bà Debrah-Karikari từng là Trưởng ban Chancery tại Đại sứ quán Ghana ở Luanda, Ăng-gô-la từ năm 1994 đến năm 1995. Sau đó, bà được đưa đến Liên hiệp quốc, Phái đoàn Thường trực Ghana tại New York, nơi bà làm Lãnh sự, và đại biểu của Ghana vào Thứ hai Ủy ban của Liên hợp quốc. Trở về từ nhiệm vụ năm 1988, Mercy đã đảm nhận vị trí này, giữ chức vụ Giám đốc của Tổ chức Hội nghị và Tổ chức Quốc tế tại Bộ Ngoại giao. Từ năm 2000 đến 2002, Mercy giữ chức Bộ trưởng Lãnh sự quán tại Đại sứ quán Ghana tại Bon và tiếp tục tại Đại sứ quán Ghana tại Berlin từ năm 2002 đến 2004. Sau đó, bà tiếp tục làm Giám đốc Văn phòng Bộ trưởng Bộ Ngoại giao từ năm 2004 đến Năm 2007, bà được bổ nhiệm làm việc tại Phái đoàn Thường trực Ghana tại Văn phòng Liên Hợp Quốc tại Geneva với tư cách là Bộ trưởng và Phó Đại diện Thường trực cho đến năm 2011. Vào tháng 7 năm 2014, bà được cựu Tổng thống John Mahama bổ nhiệm làm Cao ủy. Trước khi được bổ nhiệm làm Thư ký cho Nội các vào năm 2017, bà đã từng là Cao ủy của Ghana tới Úc trong chính quyền John Mahama.

## Cuộc sống cá nhân
Mercy đã kết hôn với Tiến sĩ Paul Debrah-Karikari, một nhà tư vấn thần kinh học.